# Challenger de Aix-en-Provence
EL Open du Pays d'Aix es un torneo profesional de tenis. Pertenece al ATP Challenger Tour. Se juega desde el año 2014 sobre pistas de tierra batida, en Aix-en-Provence, Francia.

## Palmarés

### Individuales
| Año  | Campeón           | Finalista           | Resultado               |
| ---- | ----------------- | ------------------- | ----------------------- |
| 2025 | Borna Ćorić       | Stan Wawrinka       | 6-7(5-7), 6-3, 7-6(7-4) |
| 2024 | Alejandro Tabilo  | Jaume Munar         | 6-3, 6-2                |
| 2023 | Andy Murray       | Tommy Paul          | 2-6, 6-1, 6-2           |
| 2022 | Benjamin Bonzi    | Gregoire Barriere   | 6-2, 6-4                |
| 2021 | Carlos Taberner   | Manuel Guinard      | 6-2, 6-2                |
| 2020 | Oscar Otte        | Thiago Seyboth Wild | 6–2, 6–7(4–7), 6–4      |
| 2019 | Pablo Cuevas      | Quentin Halys       | 7-5, 3-6, 6-2           |
| 2018 | John Millman      | Bernard Tomic       | 6-1, 6-2                |
| 2017 | Frances Tiafoe    | Jérémy Chardy       | 6-3, 4-6, 7-6(7–5)      |
| 2016 | Thiago Monteiro   | Carlos Berlocq      | 4-6, 6-4, 6-1           |
| 2015 | Robin Haase       | Paul-Henri Mathieu  | 7–6(7–1), 6–2           |
| 2014 | Diego Schwartzman | Andreas Beck        | 64-7, 6-3, 6-2          |

### Dobles
| Año  | Campeones                          | Finalistas                                   | Resultado             |
| ---- | ---------------------------------- | -------------------------------------------- | --------------------- |
| 2025 | Robert Cash James Tracy            | Théo Arribagé Hugo Nys                       | 7–5, 7–6(5)           |
| 2024 | Luke Johnson Skander Mansouri      | Diego Hidalgo Cristian Rodríguez             | 6–3, 6–3              |
| 2023 | Jason Kubler John Peers            | Nuno Borges Francisco Cabral                 | 6–7(5), 6–4, [10–7]   |
| 2022 | Titouan Droguet Kyrian Jacquet     | Nicolás Barrientos Miguel Ángel Reyes-Varela | 6–2, 6–3              |
| 2021 | Sadio Doumbia Fabien Reboul        | Robert Galloway Alex Lawson                  | 6–7(4), 7–5, [10–4]   |
| 2020 | Andrés Molteni Hugo Nys            | Ariel Behar Gonzalo Escobar                  | 6–4, 7–6(4)           |
| 2019 | Kevin Krawietz Jürgen Melzer       | Frederik Nielsen Tim Pütz                    | 7–6(5), 6–2           |
| 2018 | Philipp Petzschner Tim Pütz        | Guido Andreozzi Kenny de Schepper            | 6–7(3–7), 6–2, [10–8] |
| 2017 | Wesley Koolhof Matwé Middelkoop    | Andre Begemann Jérémy Chardy                 | 2–6, 6–4, [16–14]     |
| 2016 | Oliver Marach Philipp Oswald       | Guillermo Durán Máximo González              | 6–1, 4–6, [10–7]      |
| 2015 | Robin Haase Aisam-ul-Haq Qureshi   | Nicholas Monroe Artem Sitak                  | 6–1, 6–2              |
| 2014 | Diego Schwartzman Horacio Zeballos | Andreas Beck Martin Fischer                  | 6-4, 3-6, 10-5        |